# اوا جانکو
اوا جانکو (انگلیسی: Eva Janko؛ زادهٔ ۲۴ ژانویهٔ ۱۹۴۵) ورزشکار دو و میدانی اهل اتریش است.
وی در مسابقات کشوری و بین‌المللی در مجموع برندهٔ ۱ مدال برنز شده‌است.